# Peter Clauß
Peter Clauß (* 11. Mai 1989 in Zwickau) ist ein deutscher Radrennfahrer.

## Sportlicher Werdegang
Peter Clauß wurde 2007 mit dem Schwalbe-Team Sachsen deutscher Meister im Straßenrennen der Juniorenklasse. Bei der Internationalen Deutschen Meisterschaft belegte er durch dieses Ergebnis den neunten Rang in der Gesamtwertung hinter dem Sieger Michael Hümbert.
In der Saison 2008 fuhr Clauß für das deutsche Continental Team Milram, dem Farmteam des damaligen ProTeams Milram. Eine weitere Mitgliedschaft bei einem kommerziellen Radsportteam kam jedoch nicht zustande. Daher startete Clauß in den Folgejahren für verschiedene deutsche Radsportvereine vorrangig bei Rennen des nationalen Kalenders. Gelegentlich nahm er auch an Rennen der UCI Continental Circuits teil, unter anderem an der Tour du Faso und der Bałtyk-Karkonosze Tour.
Zuletzt nahm Clauß in der Saison 2019 mit dem Vereinsteam Embrace the World an der Tour du Sénégal teil und verpasste am sechsten Tag als Zweiter nur knapp den Etappensieg.

## Erfolge
2007
- Deutscher Straßenradmeister (Junioren)